# Награда др Зоран Ђинђић
Награда „Др Зоран Ђинђић за младог научника и истраживача“ у Аутономној Покрајини Војводини традиционално се додељује од 2004. године. Награду додељују Фондација др Зоран Ђинђић и Покрајинска влада Војводине, све до 2015. године када се додела Награде поверава Универзитету у Новом Саду. Универзитет у Новом Саду по предлогу Фондације додељује ову награду најуспешнијем младом научнику и истраживачу са територије АП Војводине у текућој години.
Предлог кандидата за ову престижну награду потврђује Сенат Универзитета у Новом Саду. Награда се састоји од свечане повеље и новчаног дела у износу од милион динара.

## Списак лауреата
Досадашњи лауреати Награде „Др Зоран Ђинђић за младог научника и истраживача“ у Аутономној Покрајини Војводини су:
| Име и презиме лауреата  | Установа                                   | Година |
| ----------------------- | ------------------------------------------ | ------ |
| Др Никола Тодоровић     | Факултет спорта и физичког васпитања       | 2023.  |
| Др Немања Теслић        | Научни институт за прехрамбене технологије | 2023.  |
| Др Митар Симић          | Факултет техничких наука Нови Сад          | 2022.  |
| Др Вања Шерегељ         | Технолошки факултет Нови Сад               | 2021.  |
| Др Лука Стрезоски       | Факултет техничких наука у Новом Саду      | 2020.  |
| Др Снежана Паповић      | Природно-математички факултет Нови Сад     | 2019.  |
| Др Вељко Јовановић      | Филозофски факултет Нови Сад               | 2018.  |
| Др Мирјана Љубојевић    | Пољопривредни факултет Нови Сад            | 2017.  |
| Александар Тот          | Природно-математички факултет Нови Сад     | 2016.  |
| Др Страхиња Ковачевић   | Технолошки факултет Нови Сад               | 2015.  |
| Др Дејан Орчић          | Природно-математички факултет Нови Сад     | 2014.  |
| Др Јована Николов       | Природно-математички факултет Нови Сад     | 2013.  |
| Др Јована Граховац      | Технолошки факултет Нови Сад               | 2012.  |
| Др Весна Тумбас         | Технолошки факултет Нови Сад               | 2011.  |
| Др Михаљ Поша           | Медицински факултет Нови Сад               | 2010.  |
| Др Душан Мрђа           | Природно-математички факултет Нови Сад     | 2009.  |
| Др Милош Стојаковић     | Природно-математички факултет Нови Сад     | 2008.  |
| Др Горан Стојановић     | Факултет техничких наука Нови Сад          | 2007.  |
| Др Игор Долинка         | Природно-математички факултет Нови Сад     | 2006.  |
| Др Кармен Станков       | Медицински факултет Нови Сад               | 2005.  |
| Др Ивана Иванчев-Тумбас | Природно-математички факултет Нови Сад     | 2004.  |
| Др Марија Зотовић       | Филозофски факултет Нови Сад               | 2004.  |